# Snowboard na Universíada de Inverno de 2013
As competições de snowboard na Universíada de Inverno de 2013 estão sendo disputadas no Monte Bondone em Trentino, Itália entre 11 e 21 de dezembro de 2013.

## Calendário
| Snowboard                   | Dezembro  | Dezembro  | Dezembro  | Dezembro  | Dezembro  | Dezembro  | Dezembro  | Dezembro  | Dezembro  | Dezembro  | Dezembro  | Dezembro  |
| Snowboard                   | 10        | 11        | 12        | 13        | 14        | 15        | 16        | 17        | 18        | 19        | 20        | 21        |
| Masculino                   | Masculino | Masculino | Masculino | Masculino | Masculino | Masculino | Masculino | Masculino | Masculino | Masculino | Masculino | Masculino |
| --------------------------- | --------- | --------- | --------- | --------- | --------- | --------- | --------- | --------- | --------- | --------- | --------- | --------- |
| Snowboard cross             |           |           | 1         |           |           |           |           |           |           |           |           |           |
| Halfpipe                    |           |           |           |           |           |           |           | 1         |           |           |           |           |
| Descida gigante em paralelo |           |           |           |           |           |           |           |           |           | 1         |           |           |
| Slopestyle                  |           |           |           |           |           |           |           |           |           |           |           | 1         |
| Feminino                    |           |           |           |           |           |           |           |           |           |           |           |           |
| Snowboard cross             |           |           | 1         |           |           |           |           |           |           |           |           |           |
| Halfpipe                    |           |           |           |           |           |           |           | 1         |           |           |           |           |
| Descida gigante em paralelo |           |           |           |           |           |           |           |           |           | 1         |           |           |
| Slopestyle                  |           |           |           |           |           |           |           |           |           |           |           | 1         |

|  | Treino não oficial |  | Treino oficial |  | Dia de competição |  | Dia de final |

## Medalhistas
| Evento                      | Ouro                    | Prata                  | Bronze             |
| Masculino                   | Masculino               | Masculino              | Masculino          |
| --------------------------- | ----------------------- | ---------------------- | ------------------ |
| Snowboard cross             | AUT Hanno Douschan      | RUS Nikolay Olyunin    | FRA Leo Trespeuch  |
| Halfpipe                    | ESP Ruben Verges        | CHN Hu Yi              | SUI Rafael Imhof   |
| Descida gigante em paralelo | AUT Sebastian Kislinger | ITA Aaron March        | SLO Tim Mastnak    |
| Slopestyle                  |                         |                        |                    |
| Feminino                    |                         |                        |                    |
| Snowboard cross             | CZE Eva Samková         | CZE Katerina Chourová  | POL Zuzana Smykala |
| Halfpipe                    | CHN Li Shuang           | CHN Sun Zhifeng        | CHN Xu Xiujuan     |
| Descida gigante em paralelo | AUT Julia Dujmovits     | AUT Sabine Schoeffmann | GER Selina Joerg   |
| Slopestyle                  |                         |                        |                    |

## Quadro de medalhas
| Ordem | País          | Medalha de ouro | Medalha de prata | Medalha de bronze |    |
| ----- | ------------- | --------------- | ---------------- | ----------------- | -- |
| 1     | AUT Áustria   | 3               | 1                |                   | 4  |
| 2     | CHN China     | 1               | 2                | 1                 | 4  |
| 3     | CZE Chéquia   | 1               | 1                |                   | 2  |
| 4     | ESP Espanha   | 1               |                  |                   | 1  |
| 5     | ITA Itália    |                 | 1                |                   | 1  |
|       | RUS Rússia    |                 | 1                |                   | 1  |
| 7     | FRA França    |                 |                  | 1                 | 1  |
|       | GER Alemanha  |                 |                  | 1                 | 1  |
|       | POL Polônia   |                 |                  | 1                 | 1  |
|       | SLO Eslovênia |                 |                  | 1                 | 1  |
|       | SUI Suíça     |                 |                  | 1                 | 1  |
| TOTAL | TOTAL         | 6               | 6                | 6                 | 18 |

Legenda
| Recorde mundial        | Recorde mundial (World record)               |                       | Recorde africano                      | Recorde africano (African) |                                           | Q | Classificado por posição (Qualified) |
| Recorde da Universíada | Recorde da Universíada (Universiade record)  | Recorde da América    | Recorde da América (Americas)         | q                          | Classificado por melhor tempo (Qualified) |   |                                      |
| Melhor marca do ano    | Melhor marca do ano (World leading)          | Recorde asiático      | Recorde asiático (Asian)              | DNS                        | Não largou (Did not start)                |   |                                      |
| Recorde nacional       | Recorde nacional (National record)           | Recorde europeu       | Recorde europeu (European)            | DNF                        | Não terminou (Did not finish)             |   |                                      |
| Recorde pessoal        | Recorde pessoal do atleta (Personal best)    | Recorde da Oceania    | Recorde da Oceania (Oceania)          | DSQ / DQ                   | Desclassificado (Disqualified)            |   |                                      |
| Recorde da temporada   | Recorde da temporada do atleta (Season best) | Recorde sul-americano | Recorde sul-americano (South America) | NM                         | Sem marca (No mark)                       |   |                                      |